# Tiamat (band)

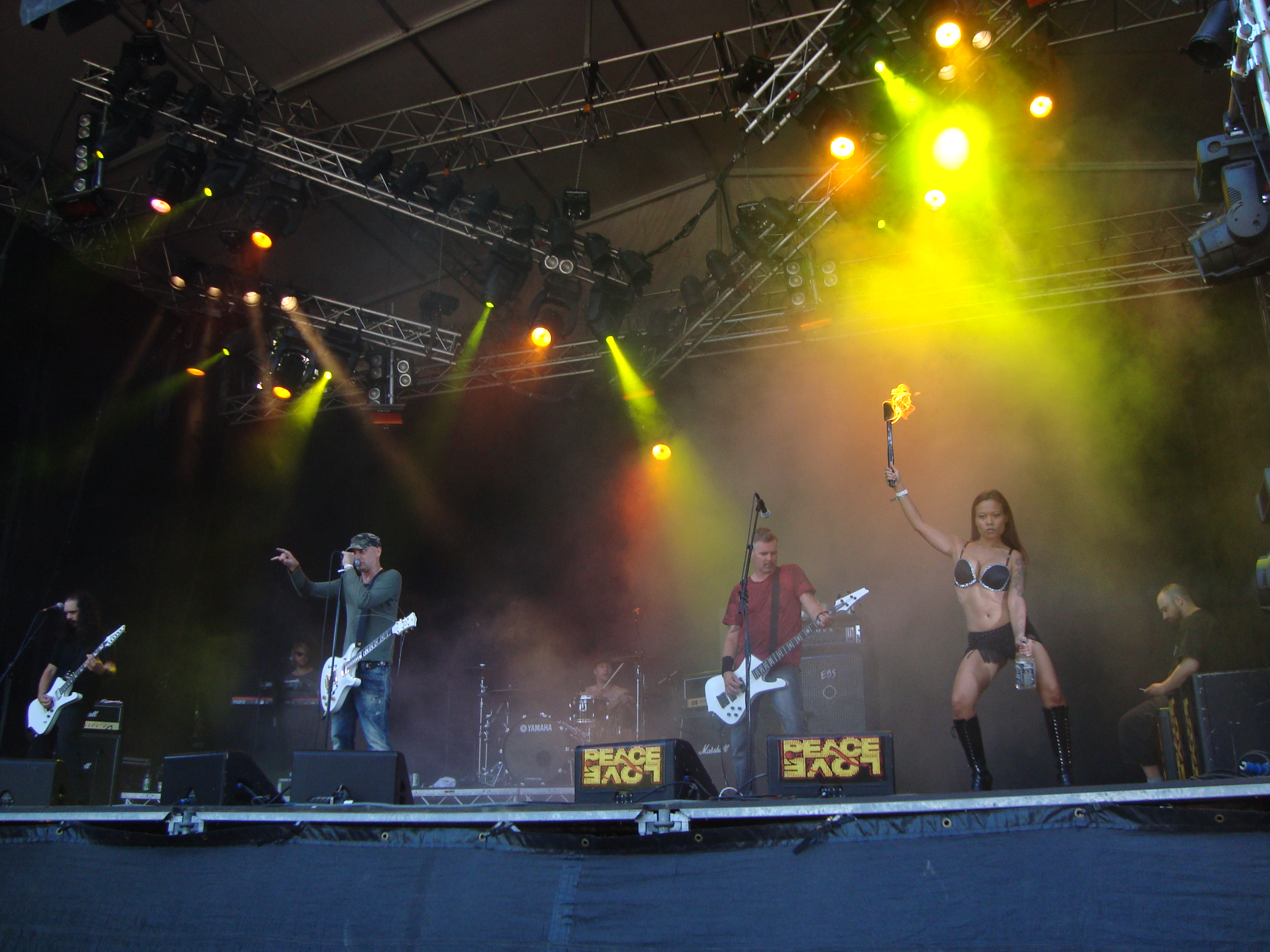
Tiamat in 2009

Tiamat is een in 1988 onder de naam Treblinka opgerichte heavymetalband uit de Zweedse hoofdstad Stockholm.

## Bezetting
- Johan Edlund - zanger, gitarist
- Anders Iwers - bassist
- Lars Sköld - drummer

## Discografie

### Studioalbums
- Sumerian Cry (1990)
- The Astral Sleep (1991)
- Clouds (1992)
- Wildhoney (1994)
- A Deeper Kind Of Slumber (1997)
- Skeleton Skeletron (1999)
- Judas Christ (2002)
- Prey (2003)
- Amanethes (2008)
- The Scarred People (2012)

### Livealbums
- The Sleeping Beauty (Live in Israel) (1994)

### Singles
- Cold Seed (1997)
- Brighter Than The Sun (1999)
- Vote For Love (2002)
- Cain (2003)

### Ep's
- Gaia (1994)
- For Her Pleasure (1999)